# Емил Чолаков
Емил Томов Чолаков е български водещ на Един за друг и бивш водещ на синоптичната прогноза по БТВ. Известен е с нетрадиционния и разчупен начин, по който представя информацията, и неизменното си чувство за хумор.

## Биография
Роден е в гр. Гоце Делчев на 12 май 1975 г.  Син е на Тома и Диляна Чолакови – учител по биология и медицинска сестра. Учи в гимназията във физическа паралелка. 
През 1998 г. завършва физическия факултет на СУ „Климент Охридски“ със специалност „Метеорология и Геофизика“.  Работи като гимназиален учител по физика в родния си град в ПМГ „Яне Сандански“. 
През 2003 г. идва в София, за да заеме току-що отворило се докторско място в университета.  По-късно разбира, че в една от телевизиите се търсят специалисти в неговата сфера. Не след дълго са първите му появи на телевизионния екран. 
През декември 2010 г. той, заедно с фолкпевицата Бони, печели телевизионния конкурс „Великолепната шесторка“, организиран с благотворителна цел за набиране на средства за Дома за деца в Шумен. 
От 2006 до 2019 година води синоптичната прогноза по БТВ. От 2020 година е водещ на риалити шоуто на Нова телевизия „Един за друг“.

## Семейство
Съпругата му Кръстомира умира през януари 2020 г. от онкологично заболяване. Имат две дъщери.